# Ismail Fahmi
Ismail Fahmi (2 de octubre de 1922, El Cairo, Reino de Egipto - 21 de noviembre de 1997 El Cairo, Egipto) fue un diplomático y político de Egipto. Se desempeñó como embajador en Austria entre 1968 y 1971 y vice primer ministro entre 1975 y 1977. Fue galardonado con una cátedra y renunció al gobierno en 1977 para protestar por la visita de Anwar el-Sadat a Jerusalén. Aunque era partidario y hombre de confianza de Sadat, más tarde se volvió muy crítico con sus políticas y toma de decisiones.  

## Primeros años y educación
Fahmy nació el 2 de octubre de 1922 siendo su padre fiscal en El Cairo. 
Obtuvo una licenciatura en ciencias políticas en la Universidad de El Cairo en 1945.

## Carrera temprana
Fahmy se unió al Ministerio de Relaciones exteriores en 1946. Se desempeñó como diplomático siendo parte de la delegación de Egipto ante la Organización de las Naciones Unidas de 1949 a 1957. Fue un activista y un negociador duro. Luego sirvió en la delegación de Egipto en la Agencia Internacional de Energía Atómica hasta 1959. Regresó a Egipto y trabajó en el Ministerio de Relaciones Exteriores.
Fue nombrado embajador en Austria en 1968. De 1969 a 1970 fue embajador de Egipto en Francia. Su siguiente cargo fue el de vicecanciller, cargo que ocupó desde 1971 hasta noviembre de 1973. 
Fahmy llamó la atención de Anwar el-Sadat en un simposio en Egipto. Sus argumentos sobre la acción militar egipcia contra Israel, la re-evolución y remodelación de las relaciones entre Egipto y la Unión Soviética, un contacto más estrecho con los Estados Unidos y la participación tanto de Moscú como de Washington en la solución del conflicto de Oriente Medio impresionaron a Sadat, quien nombró a Ismail Fahmy ministro de Relaciones Exteriores después de terminada la guerra de Yom Kipur.

## Ministro de Relaciones Exteriores de Egipto, 1973-1977
Fahmy se desempeñó como ministro de Relaciones Exteriores del 31 de octubre de 1973 al 17 de noviembre de 1977. Decidió mantener abierta las líneas de comunicación entre Egipto y la Unión Soviética. Sin embargo, Fahmy relata ciertos hechos en los que estuvo directamente involucrado: sus primeros encuentros con Henry Kissinger y Richard Nixon; su participación en las conversaciones que condujeron a los acuerdos de separación entre Egipto e Israel de 1974 y 1975. Apoyó a regañadientes el primer acuerdo y se opuso al segundo. Se reunió con los ministros de Relaciones Exteriores de los Estados Unidos y la Unión Soviética. Según Fahmy, "Kissinger es muy inteligente pero tiene tendencia a manipular a la gente". Fahmy afirmó que "Zbigniew Brzezinski era un profesor de corazón inclinado a dar conferencias a un diplomático experimentado". Cuando Sadat decidió visitar Jerusalén, reaccionó a la decisión con estas palabras:
"Creí que dañaría  la seguridad nacional de Egipto,
dañaría nuestras relaciones con los demás países árabes y destruiría
nuestro liderazgo en el mundo árabe."
Además argumentó que Sadat no podía demostrar ninguna prueba de que los israelíes respondieran a su movimiento con una voluntad comparable. Después de la visita de Sadat, renunció a su cargo y fue reemplazado por Mohamed Ibrahim Kamel en el cargo.

## Carrera posterior
Tras la renuncia, Fahmy siguió apoyando la convocatoria de la Conferencia de Ginebra como única vía para alcanzar la, paz. Después de ese incidente, continuó escribiendo libros y artículos sobre las actividades de pacificación en el Oriente Medio. Su libro más conocido fue "Negociando por la paz en el Medio Oriente: una visión árabe". Muchos años trabajó como académico en Egipto. En 1984, se presentó sin éxito a las elecciones generales en la lista del Partido Wafd.

## Vida personal y muerte
Ismail Fahmy murió el 21 de noviembre de 1997 a la edad de 75 años. Su hijo, Nabil, fue nombrado ministro de Relaciones Exteriores del gobierno interino de Egipto dirigido por Hazem el Beblaui en julio de 2013.